# Judimendi

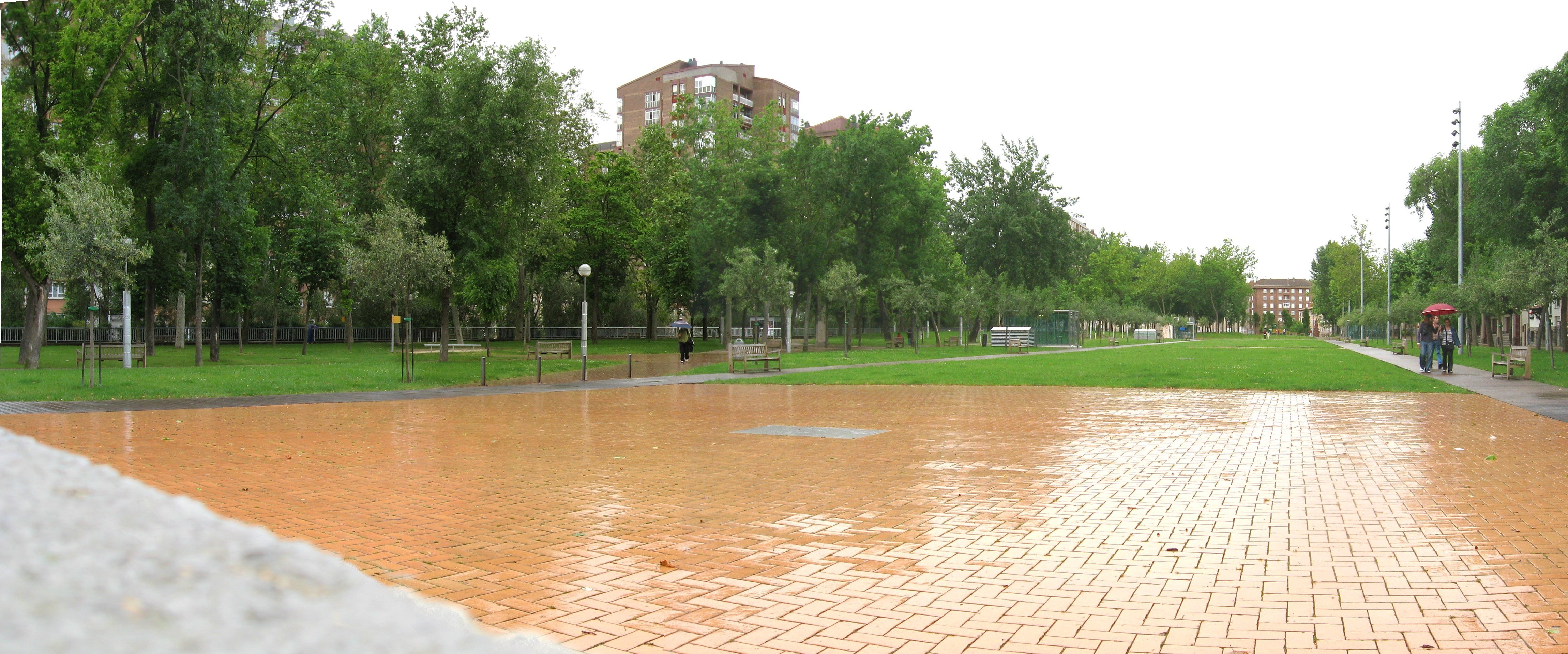
Parque de Judimendi.

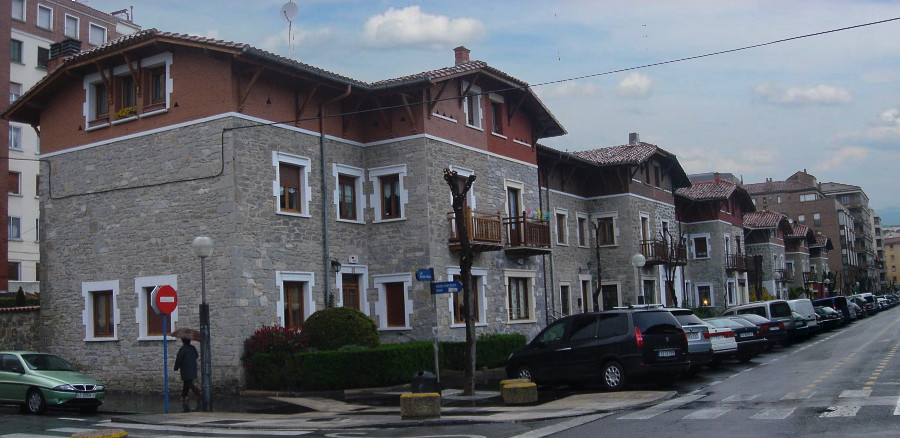
Las casas baratas de Judimendi.

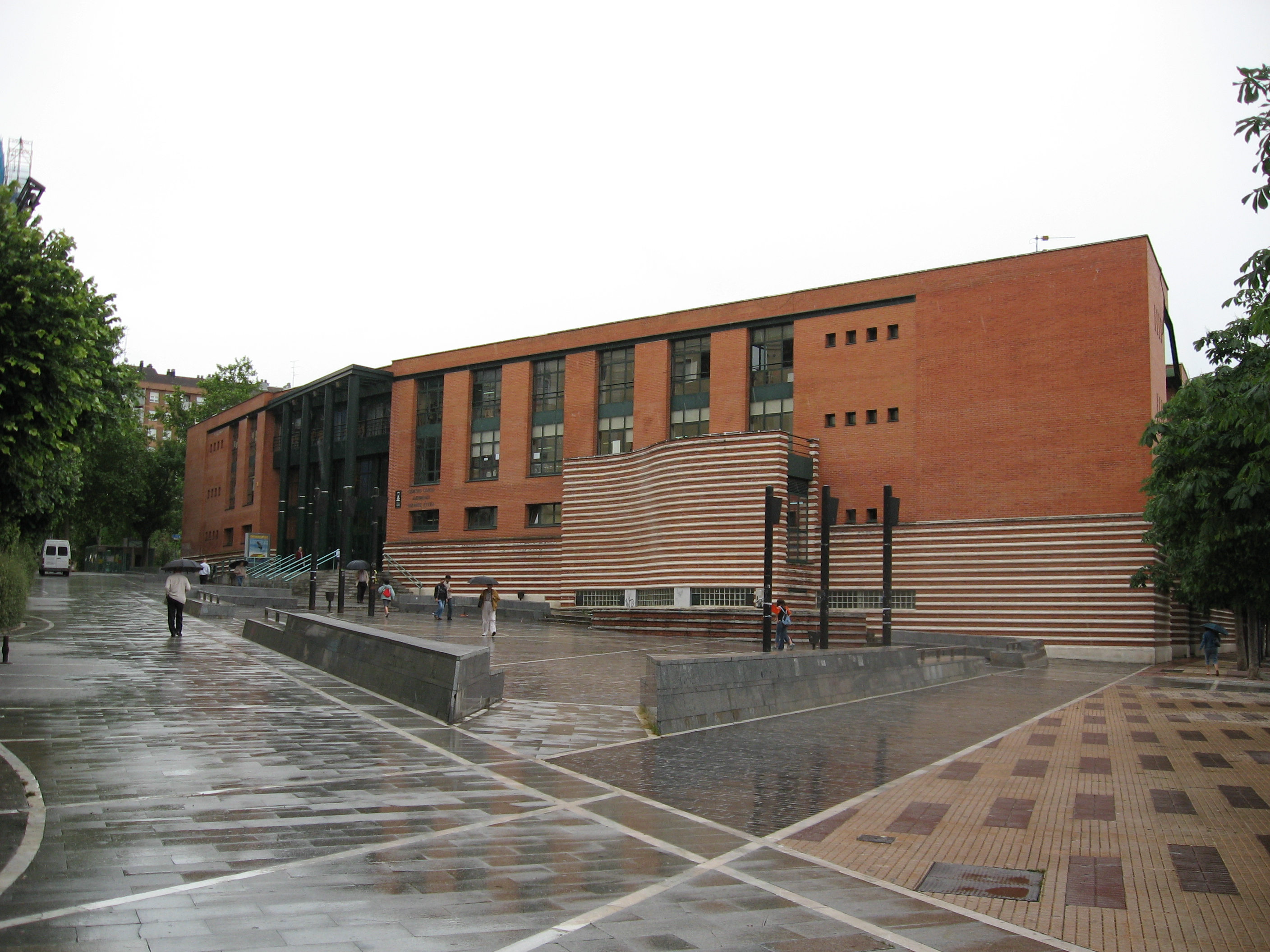
Centro cívico Judimendi en la Plaza Sefarad.

Judimendi o Judizmendi es un barrio de la ciudad de Vitoria. Tiene 6.335 habitantes (2007). Limita al sur y al este con el barrio de Santa Lucía, al oeste con Desamparados y al norte con el barrio de Santiago.

## Historia

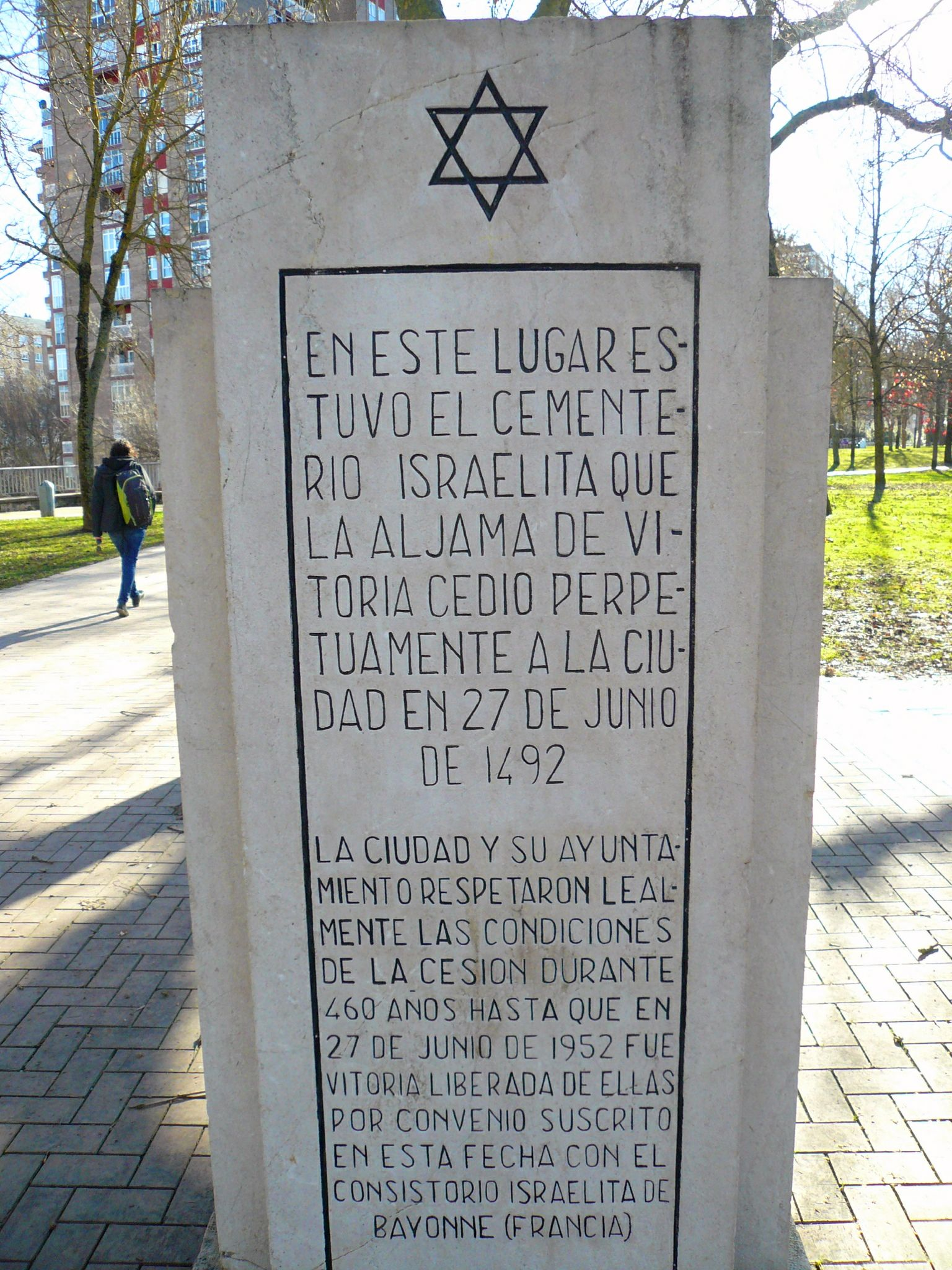
Memorial del antiguo cementerio judío en Judimendi

Judimendi quiere decir en euskera monte de los judíos. La comunidad sefardí que habitaba en Vitoria antes de la expulsión de 1492 tenía en esta loma situada al este de la ciudad su cementerio. Cuando los Reyes Católicos decretaron su expulsión de España los judíos vitorianos acordaron con las autoridades locales la cesión de su cementerio a la villa a cambio de que nunca se edificara ni se labrara en ese terreno sagrado.
Aunque el topónimo perduró durante los siglos siguientes transformándose en el habla popular de Judimendi a Judizmendi; ese acuerdo había sido casi olvidado, cuando a mediados del siglo XX el ayuntamiento de Vitoria proyectó la construcción de un nuevo cementerio en la localización de Judimendi. La noticia llegó a oídos de la comunidad judía de Bayona que efectúo una reclamación al respecto. La reclamación fue atendida por el ayuntamiento que plantó árboles en el emplazamiento y en 1952 se suscribió un nuevo acuerdo entre el Consistorio Israelita de Bayona (como heredero más cercano de la comunidad judía expulsada de Vitoria) y el alcalde de la ciudad que sustituyó al convenio de 1492, liberando al ayuntamiento de Vitoria de algunas de sus antiguas obligaciones a cambio de mantener el recuerdo y el respeto del antiguo cementerio.
El actual barrio de Judimendi se extiende al oeste del monte Judimendi, entre el Parque de Judimendi y el centro de la ciudad. Su construcción comenzó a comienzos de la década de 1930 con la construcción de la primera urbanización de adosados de Vitoria, una colonia denominada "casas baratas" impulsada por un grupo de 107 cooperativistas destinadas a las clases medias artesanales de la ciudad. Casas que hoy en día no son nada "baratas" y forman una bonita urbanización entre las calles Avda de Estíbaliz y José Lejarreta.

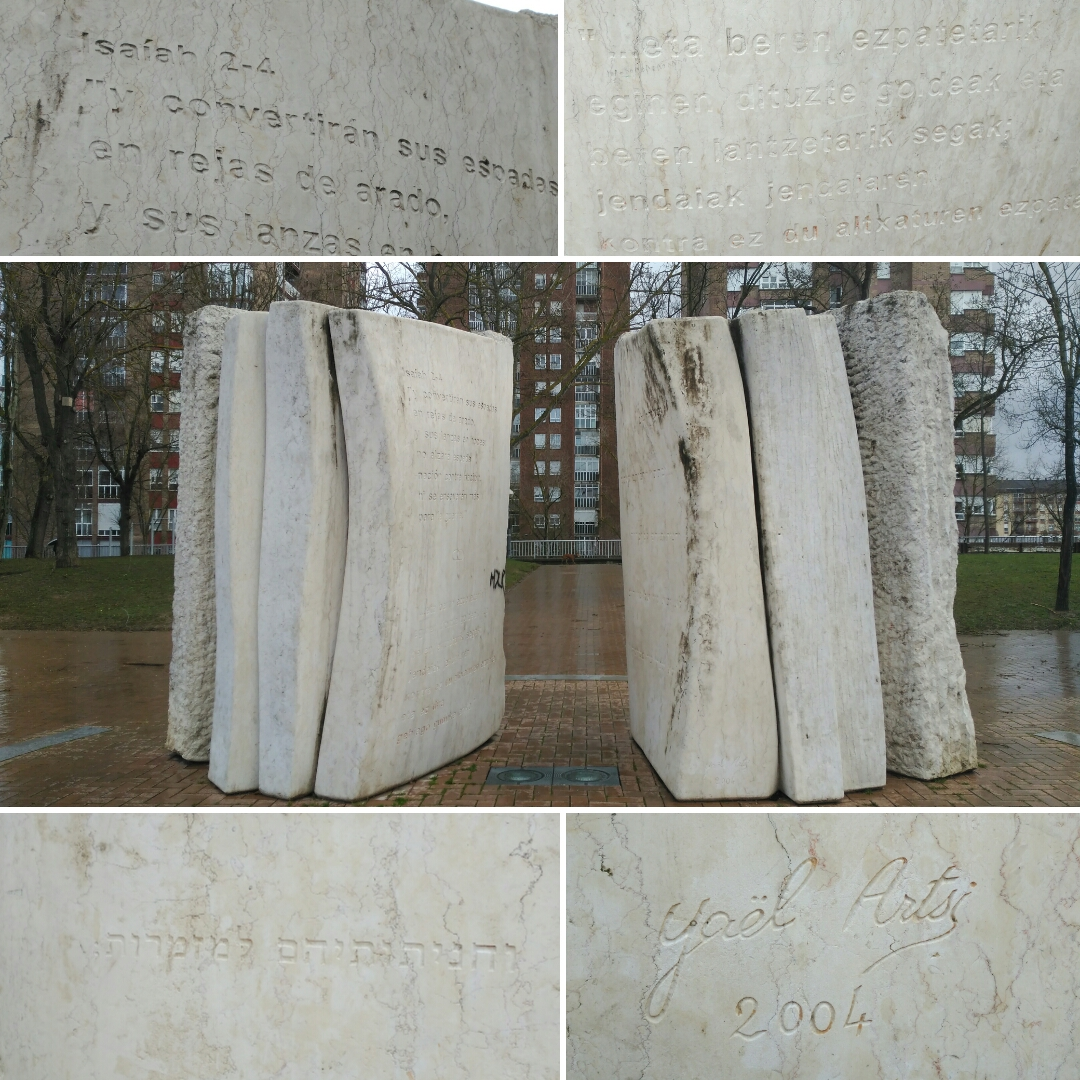
Convivencia by Yael Artsi

La remodelación del Parque de Judimendi permitió ampliar el parque y dejar un entorno ideal para pasear, leer, jugar, meditar. En recuerdo del antiguo cementerio judío, han plantado olivos y se instaló en 2004 la obra titulada "Convivencia" de la artista israelí Yaël Artsi.
En 1989, el grupo musical vitoriano Segundo Banana dedicó una canción de su LP homónimo al Monte  de los judíos.
En la noche de San Juan, el barrio de Judimendi se llena de personas, y especialmente de jóvenes que disfrutan de la noche del 23 al 24 de junio con música, baile y hoguera y en definitiva, de la magia que se genera en la noche más corta del año. Esta noche siempre coincide con la celebración de las propias fiestas del barrio.
El Centro Cívico de Judimendi situado en la Plaza Sefarad es el lugar más transitado por niñas y niños, personas jóvenes, adultas y mayores de todas las procedencias para realizar diversas actividades (deporte, natación, lectura, juegos de mesa, talleres, conferencias).
En el barrio se encuentra una zona de bares conocida en toda la ciudad como “La Ruta de Judimendi”. Es conocida por su ambiente y por ofrecer una amplia variedad de establecimientos y ofertas.
Este barrio también cuenta con una asociación de vecinal llamada Judimendikoak la cual desarrolla muchas actividades con la intención de dinamizar el barrio. Disponen de una página web en la que cuelgan la actividad cultural y social ofrecida a las personas que habitan en el barrio, así como noticias acontecidas en el mismo. 
El 4 de febrero de 2019, la comunidad judía de Euskadi homenajea a Vitoria por cumplir su promesa hace 526 años de cuidar su antiguo cementerio situado en Judimendi.